# Chippewa River
Chippewa River är ett vattendrag i Kanada.   Det ligger i provinsen Ontario, i den sydöstra delen av landet, 700 km väster om huvudstaden Ottawa.
Trakten runt Chippewa River är nära nog obefolkad, med mindre än två invånare per kvadratkilometer.